# Perpetual Burn
Perpetual Burn – pierwszy album studyjny gitarzysty Jasona Beckera, wydany 12 grudnia 1988 roku przez Shrapnel Records (USA) i Roadrunner Records (Europa).

## Lista utworów
1. "Altitudes" - 5:40
2. "Perpetual Burn" - 3:30
3. "Mabel's Fatal Fable" - 4:52
4. "Air" - 5:39
5. "Temple of the Absurd" - 4:42
6. "Eleven Blue Egyptians" - 5:44
7. "Dweller in the Cellar" - 6:15
8. "Opus Pocus" - 5:39

## Twórcy
- Jason Becker - gitara elektryczna, instrumenty klawiszowe, gitara basowa
- Marty Friedman - gitara elektryczna (utwory 5-7)
- Atma Anur - perkusja
- Steve Fontano – inżynieria dźwięku, miksowanie, produkcja
- Joe Marquez – inżynieria dźwięku
- George Horn – mastering
- Mike Varney – producent wykonawczy